# Midun
Midun (arab. ميدون, fr. Midoun) – drugie co do wielkości miasto na wyspie Dżerba, u północnych wybrzeży Tunezji.